# Ассоциация писателей стран Азии и Африки
Ассоциа́ция писа́телей стран А́зии и А́фрики — международная литературная организация. Создана в 1967 году в Бейруте. Объединяет 78 организаций стран Азии и Африки. Головной офис находится в Гаване. Объединяет литературные силы, оказывает содействие в процессе демократизации, социальном прогрессе и других аспектах общественной жизни. 
Выпускался ежеквартальный литературный журнал «Лотос» (Lotus), издаваемый на английском, французском и арабском языках с 1968 года в Каире, с 1979 года — в Бейруте, а с 1983 по 1991 год — в Тунисе. До шестого номера он назывался «Афро-азиатские литературы» (Afro-Asian Writings). Редактором до 1978 года был египетский писатель Юсуф ас-Сибаи. В редколлегию входил советский писатель Анатолий Софронов.
С 1969 года присуждалась ежегодная литературная премия «Лотос».
23—28 декабря 1956 года в Дели прошла встреча писателей Индии и Азии. 7—13 октября 1958 года в Ташкенте прошла 1-я конференция писателей стран Азии и Африки. Вторая конференция прошла в Каире (1962), 3-я — в Бейруте (1967), 4-я – в Дели (1970), 5-я — в Алма-Ате (1975), 8-я – в Тунисе (1988). IХ (восстановительная) конференция писателей стран Азии и Африки состоялась в декабре 2012 года.
Ассоциации писателей Азии и Африки была создана на 3-й конференции писателей стран Азии и Африки в Бейруте в 1967 году.
Ассоциации писателей Азии и Африки была воссоздана 7 декабря 2012 года на IХ (восстановительной) конференции писателей стран Азии и Африки в здании Каирской оперы при участии писательских организации 30 стран двух континентов и благодаря весомой государственной поддержке этой инициативы Египтом. Генеральным секретарём избран египетский писатель Мухаммед Сальмави.